# Рибино
Рибино (болг. Рибино) — село в Болгарии. Находится в Кырджалийской области, входит в общину Крумовград. Население составляет 74 человека.

## Политическая ситуация
В местном кметстве Рибино, в состав которого входит Рибино, должность кмета (старосты) исполняет Билял Фикри Сарымолла (Движение за права и свободы (ДПС)) по результатам выборов правления кметства.
Кмет (мэр) общины Крумовград — Себихан Керим Мехмед (Движение за права и свободы (ДПС)) по результатам выборов в правление общины.